# Schneppendahl
Schneppendahl ist eine Hofschaft im Südosten der bergischen Großstadt Remscheid in Nordrhein-Westfalen.

## Lage und Beschreibung
Schneppendahl liegt im statistischen Stadtteil Hasenberg des Stadtbezirks Lennep im Tal des Panzerbachs am Rande des größeren Siedlungsbereichs Hasenberg unterhalb der Panzertalsperre. Weitere benachbarte Wohnplätze und Hofschaften sind Ober- und Niederfeldbach, Nagelsberg, Müllersberg, Lenneper Hof, Kleebach, Jacobsmühle, Auf der Hardt und Repslöh. Unter anderem aufgrund des Baus der Wuppertalsperre abgegangen sind Wassermühle, Spaniermühle, Panzer  und Käsberg.
Der Ort ist als eigenständige Siedlung kaum noch wahrnehmbar, da die Ein- und Mehrfamilienhäuser Hasenbergs an Schneppendahl herangewachsen sind.

## Geschichte
Schneppendahl wurde erstmals um 1350 als Schneppendahl urkundlich erwähnt. Die Karte Topographia Ducatus Montani aus dem Jahre 1715 zeigt den Hof als Schneppendahl. Im 18. Jahrhundert gehörte der Ort zum bergischen Amt Bornefeld-Hückeswagen.
1815/16 lebten 30 Einwohner im Ort. 1832 war Schneppendahl Teil der altbergischen Landgemeinde Fünfzehnhöfe, die nun der Bürgermeisterei Wermelskirchen angehörte. Der laut der Statistik und Topographie des Regierungsbezirks Düsseldorf als Ackergut bezeichnete Ort besaß zu dieser Zeit sechs Wohnhäuser und sechs landwirtschaftliche Gebäude. Zu dieser Zeit 41 Einwohner im Ort, allesamt evangelischen Glaubens.
Im Gemeindelexikon für die Provinz Rheinland werden für das Jahr 1885 sechs Wohnhäuser mit 50 Einwohnern angegeben. Der Ort gehörte zu dieser Zeit zur  Bürgermeisterei Fünfzehnhöfe innerhalb des Kreises Lennep. 1895 besitzt der Ort sechs Wohnhäuser mit 42 Einwohnern, 1905 sechs Wohnhäuser und 48 Einwohner.
1906 wurde die Bürgermeisterei Fünfzehnhöfe mit Schneppendahl in die Stadt Lennep eingemeindet, die 1929 ihrerseits in Remscheid eingemeindet wurde.

## Landschaft und Natur
Südöstlich von Schneppendahl erstreckt sich das Naturschutzgebiet Schneppendahler Siepen, dessen naturnahes Bachtal mit seinen Feucht- und Nasswiesen geschützt werden. Auch das Panzerbachtal mit seinem Erlen-Auwald zwischen Schneppendahl und der Straße nach Müllersberg steht als Naturdenkmal unter Schutz.

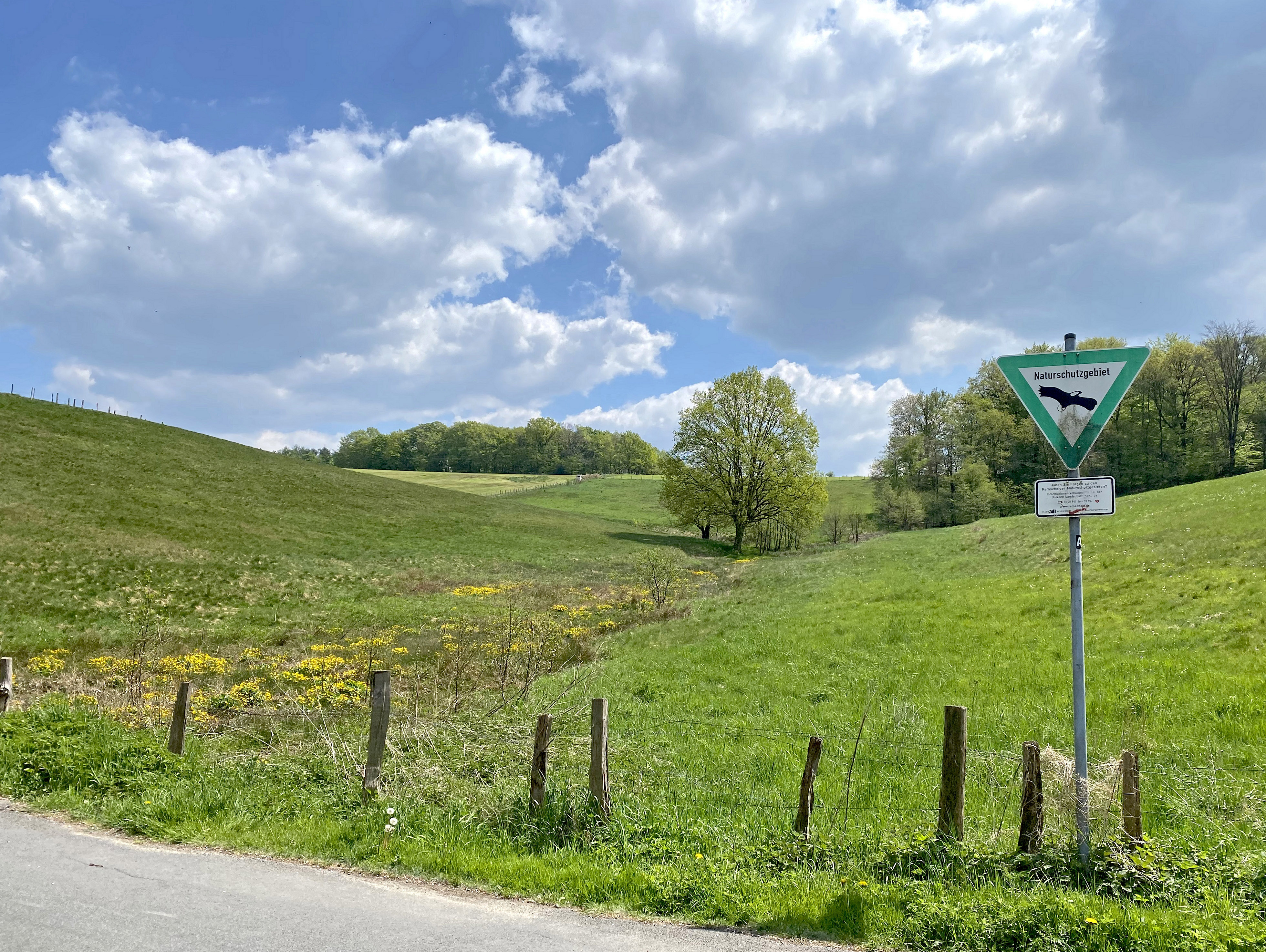
Naturschutzgebiet Schneppendahl Siepen
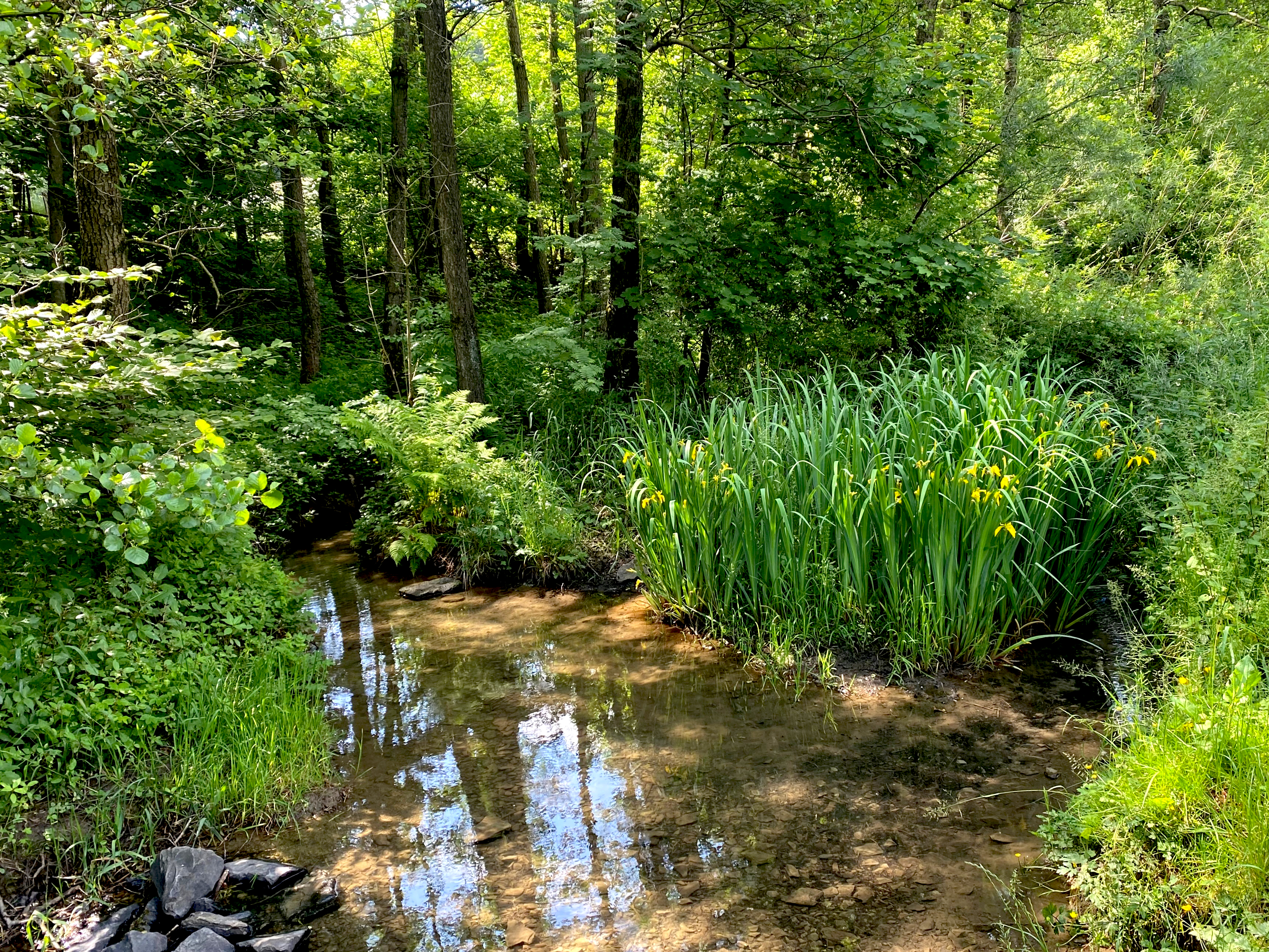
Auwald Panzerbach